# Stogazovac
Stogazovac (en serbe cyrillique : Стогазовац) est un village de Serbie situé dans la municipalité de Knjaževac, district de Zaječar. Au recensement de 2011, il comptait 106 habitants.

## Démographie
| 1948 | 1953 | 1961 | 1971 | 1981 | 1991 | 2002 | 2011 |
| ---- | ---- | ---- | ---- | ---- | ---- | ---- | ---- |
| 452  | 437  | 418  | 346  | 292  | 184  | 132  | 106  |

|  |